# Ginnifer Goodwin
Jennifer Michelle Goodwin, detta Ginnifer (Memphis, 22 maggio 1978), è un'attrice statunitense.
Tra i film a cui ha partecipato, i più noti sono Mona Lisa Smile (2003), Quando l'amore brucia l'anima - Walk the Line (2005), La verità è che non gli piaci abbastanza (2009), A Single Man (2009) e Something Borrowed - L'amore non ha regole (2011). Dal 2011 al 2018 ha vestito i panni di Mary Margaret Blanchard/Biancaneve per sei stagioni della serie TV fantasy C'era una volta.

## Biografia
Nata a Memphis, figlia di genitori divorziati, studia alla Union for Reform Judaism e alla Boston University. Debutta nel 2001 con una piccola apparizione nella serie Law & Order - I due volti della giustizia. Dal 2001 al 2004 interpreta Diane Snyder nella serie tv Ed, in seguito partecipa ai film Mona Lisa Smile, Appuntamento da sogno! e Quando l'amore brucia l'anima - Walk the Line, dove interpreta Vivian, la prima moglie di Johnny Cash. Nel 2006 ottiene una piccola parte al fianco di Adam Brody ne Il bacio che aspettavo, ed è una delle interpreti della serie tv Big Love, dove ha il ruolo di Margene, una delle tre mogli di Bill Henrickson.
Nel 2008 recita in Birds of America - Una famiglia incasinata al fianco di Hilary Swank e in La verità è che non gli piaci abbastanza di Ken Kwapis. Nel 2009 recita in A Single Man, esordio alla regia dello stilista Tom Ford. Dal 2011 al 2018 ha interpretato il ruolo di Biancaneve/Mary Margaret Blanchard nella serie C'era una volta. Nel 2011 recita accanto a Kate Hudson in Something Borrowed - L'amore non ha regole, diretto da Luke Greenfield.

## Vita privata
È stata fidanzata con gli attori Chris Klein (dal 2006 al 2008) e Joey Kern (dal 2010 al 2011). Nel 2012 inizia a frequentare Josh Dallas, suo partner nella serie C'era una volta. I due si sposano il 12 aprile 2014. Hanno due figli: Oliver Finlay (2014) e Hugo Wilson (2016).

## Filmografia

### Attrice

#### Cinema
- Mona Lisa Smile, regia di Mike Newell (2003)
- Appuntamento da sogno! (Win a Date with Tad Hamilton!), regia di Robert Luketic (2004)
- Quando l'amore brucia l'anima - Walk the Line (Walk the Line), regia di James Mangols (2005)
- Il bacio che aspettavo (In the Land of Women), regia di Jon Kasdan (2007)
- Day Zero, regia di Bryan Gunnar Cole (2007)
- Birds of America - Una famiglia incasinata (Birds of America), regia di Craig Lucas (2008)
- La verità è che non gli piaci abbastanza (He's Just Not That Into You), regia di Ken Kwapis (2009)
- A Single Man, regia di Tom Ford (2009)
- Ramona e Beezus (Ramona and Beezus), regia di Elizabeth Allen (2010)
- Something Borrowed - L'amore non ha regole (Something Borrowed), regia di Luke Greenfield (2011)

#### Televisione
- Law & Order - I due volti della giustizia (Law & Order) – serie TV, 1 episodio (2001)
- Ed – serie TV, 25 episodi (2001-2004)
- Big Love – serie TV, 53 episodi (2006-2011)
- C'era una volta (Once Upon a Time) – serie TV, 136 episodi (2011-2018)
- Killing Kennedy, regia di Nelson McCormick – film TV (2013)
- Why Women Kill – serie TV, 10 episodi (2019)
- Pivoting – serie TV, 10 episodi (2022)

### Doppiatrice
- Trilli e la creatura leggendaria (2015) - voce di Fawn
- Zootropolis (Zootopia), regia di Rich Moore e Byron Howard (2016) - voce di Judy Hopps
- Zootropolis 2 (Zootopia 2), regia di Jared Bush e Josie Trinidad (2025) - voce di Judy Hoops

## Riconoscimenti
- Teen Choice Awards:
- 2011 Candidatura come miglior attrice in un film romantico per Something Borrowed - L'amore non ha regole
- 2012 Candidatura come miglior attrice in una serie televisiva sci-fi/fantasy per C'era una volta
- 2013 Candidatura come miglior attrice in una serie televisiva sci-fi/fantasy per C'era una volta
- 2014 Candidatura come miglior attrice in una serie televisiva sci-fi/fantasy per C'era una volta
- People's Choice Awards:
- 2010 Candidatura come miglior attrice emergente
- 2013 Candidatura come miglior attrice drammatica in una serie televisiva per C'era una volta
- 2014 Candidatura come miglior attrice drammatica in una serie televisiva per C'era una volta
- 2015 Candidatura come miglior attrice in una serie televisiva sci-fi/fantasy per C'era una volta
- 2015 Candidatura come miglior duo in una serie televisiva insieme a Josh Dallas per C'era una volta
- TV Guide Awards
- 2015 Candidatura come miglior attrice in una serie sci-fi/fantasy per C'era una volta

## Doppiatrici italiane
Nelle versioni in italiano dei suoi film, Ginnifer Goodwin è stata doppiata da:
- Ilaria Latini in Mona Lisa Smile, Appuntamento da sogno!, Something Borrowed - L'amore non ha regole, Dolly Parton - Le corde del cuore
- Francesca Manicone in La verità è che non gli piaci abbastanza, Ed
- Valentina Mari in C'era una volta, Killing Kennedy
- Federica De Bortoli in Quando l'amore brucia l'anima
- Perla Liberatori in Big Love
- Laura Latini in Il bacio che aspettavo
- Connie Bismuto in Day Zero
- Domitilla D'Amico in Birds of America - Una famiglia incasinata
- Tatiana Dessi in Ramona e Beezus

Da doppiatrice è sostituita da:
- Domitilla D'Amico in Trilli e la creatura leggendaria
- Ilaria Latini in Zootropolis, Zootropolis 2
- Valentina Mari in Dietro la magia: Biancaneve e i sette nani